# Bibliothèque universitaire et de la ville de Cologne
La Bibliothèque universitaire et de la ville de Cologne (USB, Universitäts- und Stadtbibliothek Köln) est la bibliothèque universitaire centrale de l'Université de Cologne. « Bibliothèque de prêt et de magazines », c'est un établissement de service destiné aux membres et instituts de l'université, et aussi aux citoyens de Cologne et de la région.
La bibliothèque dispose de supports d'information modernes et d'une riche collection de fonds historiquement précieux. L'inventaire comprend 4,4 millions de médias, dont 330 000 livres électroniques et environ 66 000 revues électroniques sur tous les sujets, à l'exception de la médecine qui se trouve à la Bibliothèque nationale de médecine allemande.